# 男らしさ
男らしさ（おとこらしさ）は、性質、行動、体格、声などが、いかにも男であるように思われる状態であること。また、男はこうあるべきだといった観念群のことである。「女らしさ」という観念に対置されるもの。男振り、男っぷりともいう。

## 概説
男らしさは、特定の文化や組織に存在する行動、言語、慣習であり、一般的に男性に関連付けられ、文化的には女性らしくないとみなされる。男らしさの定義は世界的に多岐にわたる。
「男らしさ」や「女らしさ」という概念は、ジェンダー（生まれつきの性によって人が社会の中でどのようなあり方をしているか）という名称で括られて研究されている。
今から数百年前は、肉体的な性別と、男としてのありかたを区別できず同一視するような論調が世に溢れていたが、近年のジェンダー研究によって（相対的に）文化的な影響もあるとされるようになってきている。今でも、かつてと同じように単純に生物学的差異（例えば脳の性差、ホルモンの違いなどの性格の傾向への影響）を強調（あるいは混同）する人もいる。無論、人間のありかたについては、文化的要素/生物的要素、その他様々な要素が、それぞれそれなりに影響を与え絡みあっているので、それらの影響の相対的な割合については、様々な学者から様々な指摘がなされている。

## 歴史
男らしさを形作る起源は古代ギリシアにまで遡る。男性は生まれつき強力と考えられ、それは家父長制へと繋がった。

## 「男らしさ」の具体例
地域によって様々な違いがある。男性の精神的特徴（論理的、リーダーシップ）をとらえて規定するものもあり、肉体的特徴（筋肉質、高身長、強さ）をとらえて規定するものもある。

### イギリス
イギリスでは古くは騎士道にのっとった生き方が男らしい、と思われていた。その後、紳士的（ジェントルマン）であることが最大の男らしさと考えられていた。紳士道からレディーファーストの理念も発達し、ただ力を誇示するだけでなく、女性を尊重してこそ誠に男らしいとされる文化が発達した。

### フランス
フランスでは早い段階で、男性らしさや女性らしさより、個性や人間らしさが評価されるようになった。

### 日本
戦国時代
- 武士に生まれたものの間では武士道にのっとった生き方をすること[要出典]
- 自分の生物的な生命よりも、名誉や理念を重んじること。
- 潔さ
- 倹約・節約する。無駄遣いをしない。金銭に拘泥しないこと。

幕末、明治時代
- 自分ひとりの身のことより、天下国家のことを考えること。
- 性的に放縦であること、絶倫であることなど、性の側面での卓越性が発揮できる人物[5]。

第二次世界大戦前から戦後しばらくの間などは、例えば、以下のようなもの。

#### 第二次世界大戦後、高度成長期、現代において
たとえば、家庭環境でそのイメージがどれほど異なるか下に例を挙げる。
- （学者の家庭では）知能が高く、学問に秀でていて、知識層、社会の頭脳として活躍すること。知力や学識で女性を魅了することこそが「男らしさ」と理解され、頭が悪いこと（馬鹿）は男らしさの対極と理解される[要出典]。
- （経営者の家庭などでは）経営の能力が高く、労働者たちを使いこなす才覚があること。多くが先祖伝来の資産を持ち多くが親の代から法人を所有し経営者であるので、経営者家庭では、男らしさは身体を使ってあくせく働くことではない。経営者であることを見せつけて女性を魅了するのが「男らしさ」と考えられている。なお経営者の家庭では、先祖からの資産を受け継いだ女性が、先祖の代から続く法人を存続させるために婿養子を丁重に迎え経営者になってもらうこともあるので、男性がとりあえず女性に金銭的な援助をしてもらっても男らしくないなどとは考えない[要出典]。
- （肉体労働者の家庭）肉体労働者家庭、特にガテン系の職業の家庭では、筋力や体力、マッチョであることを見せつけて女性を魅了することが男らしさと考えられている。また家庭の外で、他人に使われる仕事をして、金をかせいでくること。肉体労働者家庭では女性の恋人や配偶者に十分な財産・収入があっても、男性が「養われる」のは男らしくないとする偏見があり、ヒモという蔑称を使うこともある。肉体労働者家庭では「男は強くて女は弱い」と思い込んでいる者も多く、ガテン系の家庭の一部では、男が自分が強いことを周囲に見せつけるために女性や子供を殴ってしまうということが起きがちである。肉体労働者家庭では、学者の家庭とは逆で、頭が悪くても男らしいと考えられることがある[要出典]。

## 研究
「男らしさのコスト」（the cost of masculinity）とは，マイケル・メスナー(en:Michael Messner)が提起した「男性は地位や特権と引き換えに，狭い男らしさの定義に合致するために―浅い人間関係，不健康，短命という形で―多大なコストを払いがちである」
という視点である。